# Oak Forest, Illinois
Oak Forest är en stad (city) i Cook County, i delstaten Illinois, USA. Enligt United States Census Bureau har staden en folkmängd på 28 084 invånare (2011) och en landarea på 15,4 km².